# Angiò-Valois
La casa di Valois-Angiò fu una famiglia reale francese, ramo minore delle casate di Valois ed Angiò, entrambe di derivazione capetingia; regnò su Napoli e molti altri territori.

## Storia

### Origini
Divenne una casata autonoma nel 1350, quando re Giovanni II salì al trono di Francia; il re aveva per nonna paterna Margherita d'Angiò, figlia maggiore di Carlo II, re di Napoli, e moglie di Carlo di Valois; il titolo comitale d'Angiò (poi elevato a ducato) si trasmise al pronipote Luigi, figlio secondogenito di Giovanni II.

### Sovrani di Napoli
Dopo qualche anno la regina Giovanna I di Napoli, degli Angioini partenopei, rimase senza eredi legittimi e, nonostante avesse parenti più prossimi, adottò Luigi d'Angiò come erede: ciò diede avvio ad una guerra tra le due linee angioine, quella di Durazzo (i parenti più prossimi di Giovanna I) e quelli francesi. I primi dapprima vinsero, ma i francesi, guidati dal nuovo duca Luigi II d'Angiò dalla loro base in Provenza tennero Napoli dal 1389 al 1399.
Nel 1435 gli Angioini di Napoli, in ogni ramo, si estinsero, lasciando unici pretendenti i duchi d'Angiò dei Valois, ma nel 1442 Napoli ed il regno vennero conquistati da Alfonso V d'Aragona.

### Estinzione
Renato, ultimo duca morì nel 1480, ed il feudo tornò alla corona di Francia; con la morte del nipote Carlo V d'Angiò nel 1481 tutti i possedimenti angioini, compresa la Provenza, tornarono alla corona.
Le pretese alla corona napoletana da parte degli eredi angioini continuarono nei secoli successivi tramite la Casa di Lorena, che discendeva dalla figlia maggiore del duca Renato, Iolanda d'Angiò, soprattutto durante la guerra del 1551 contro gli Asburgo, quando il duca  Francesco I di Guisa, membro di un ramo cadetto dei Lorena, tentò senza successo di conquistare il regno.

## Genealogia
```
Giovanni II di Francia
 re di Francia
= 
Bona di Lussemburgo

│
├── 
Carlo V di Francia

│
└── 
Luigi I d'Angiò
 (1339-1384), duca d'Angiò
    = Maria di Bretagna
    │
    ├── Maria (
1370
-ca. 
1383
)
    │
    ├── 
Luigi II d'Angiò
 (
1377
-
1417
), duca d'Angiò
    │   = 
Iolanda di Aragona
 (1384-1442)
    │   │
    │   ├── 
Luigi III d'Angiò
 (
1403
-
1434
), duca d'Angiò
    │   │   = 
Margherita di Savoia
 
    │   │
    │   ├── 
Maria
 (1404-1463)
    │   │   = 
Carlo VII di Francia

    │   │
    │   ├── 
Renato d'Angiò
 (1409-1480), Duca d'Angiò e duca di Lorena per matrimonio
    │   │   = 
Isabella di Lorena
 (1410-1453)
    │   │   │
    │   │   │── 
Giovanni II di Lorena
 (
1425
–
1470
)
    │   │   │   = 
Maria di Borbone-Clermont
 (1428–1448)
    │   │   │   │ 
    │   │   │   │── Renato (1446-giovane)
    │   │   │   │ 
    │   │   │   │── Isabella (1445-giovane) 
    │   │   │   │ 
    │   │   │   │── Maria (1447-giovane)
    │   │   │   │ 
    │   │   │   └── 
Nicola I
 (1448-1473), duca di Lorena
    │   │   │
    │   │   │── Renato (1426)
    │   │   │
    │   │   │── Luigi (1427-1443), Marchese di 
Pont-à-Mousson

    │   │   │
    │   │   │── Nicola ([1428-giovane)
    │   │   │
    │   │   │── 
Iolanda
 (1428-1483)
    │   │   │   = 
Federico II di Vaudémon

    │   │   │   │ 
    │   │   │   └── duchi di Lorena
    │   │   │
    │   │   │── 
Margherita
 (1429-1482)
    │   │   │   = 
Enrico VI d'Inghilterra
.
    │   │   │
    │   │   │── Carlo (1431-1432), conte di Guisa
    │   │   │
    │   │   │── Isabella, morta giovane
    │   │   │
    │   │   │── Luisa (1436-giovane)
    │   │   │
    │   │   └── Anna (1437-giovane)
    │   │ 
    │   │   = 
Jeanne de Laval
 (1433-1498) 
    │   │
    │   ├── Iolanda (1412–1440)
    │   │   = 
Francesco I di Bretagna

    │   │
    │   └── 
Carlo IV d'Angiò
 (1414–1472), Conte del 
Maine

    │       = Cobella Ruffo († 1442)
    │       │
    │       └── Giovanni Luigi Marin (1433-giovane)
    │           
    │     
    │       = Isabella di Lussemburgo-Saint-Pol
    │       │
    │       ├── Luisa (1445-1477)
    │       │
    │       └── 
Carlo V d'Angiò
 (1446–1481), Duca d'Angiò
    │           = Giovanna di Lorena (1458-1480)
    │
    └── Carlo (
1380
-
1404
), principe di Taranto
```